# Schützengesellschaft Wiesloch
Die Schützengesellschaft Wiesloch 1901 ist ein eingetragener Schützenverein aus Wiesloch (Baden-Württemberg). Der Verein wurde 1901 gegründet, betreibt Schießsport und widmet sich dem legalen Waffenbesitz.

## Geschichte
Die Bürger der Stadt Wiesloch übten sich vor den Stadtmauern im Schießen, wie auf einem alten Stich von Merian um 1600 zu sehen ist. Die Schützengesellschaft wurde am 2. Mai 1901 gegründet. Als Gründer werden Robert Burckhardt, Rudolf Bühler, Heinrich Fuhrer, Karl Hummel, Pressler, Noe und Johann Stang, sowie Emil Holfelder genannt. Mit 14 Mitgliedern wurde die erste Gründungsversammlung abgehalten. Auf dem Gelände des heutigen Psychiatrischen Zentrums Nordbaden entstand das erste Schützenhaus. Im Jahr 1905, nach der Entstehung des PZN, erwarb die Schützengesellschaft Wiesloch 1901 ein neues Grundstück im Gewann Haagen und ist seitdem dort ansässig.

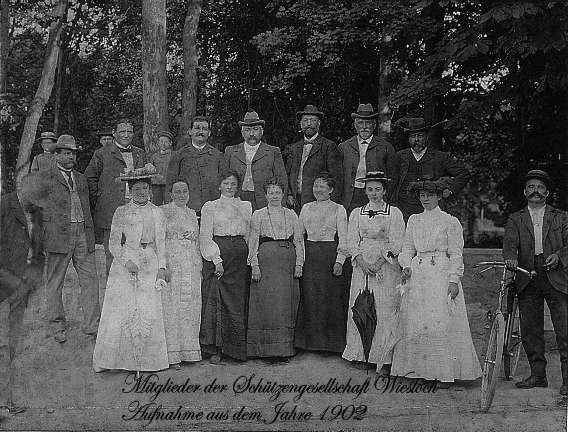
Gründungsmitglieder der Schützengesellschaft Wiesloch

1909 übernahm Friedrich Geiger den Vorsitz. Geiger bekleidete sein Amt bis 1932 und verwaltete es auch über den Ersten Weltkrieg hinweg, währenddessen das Vereinsleben weitgehend ruhte. 1939 übernahm Karl Becker die Führung der Schützengesellschaft Wiesloch. Zum Ende des Zweiten Weltkriegs wurde das Vereinsinventar wie Schützenkette, Mitgliederlisten und Vereinswaffen entweder zerstört oder von Besatzungsmächten eingezogen.
1950 konnte die aktive Vereinstätigkeit wieder aufgenommen werden. 1954 verfügte die Schützengesellschaft über 20 Luftgewehrständen und acht Kleinkaliberständen. Durch den Kauf zweier Nachbargrundstücke wurde das eigene Gelände 1968 um ein Schützenhaus mit direkt angrenzendem Pistolen-Stand erweitert.

## Schießstände

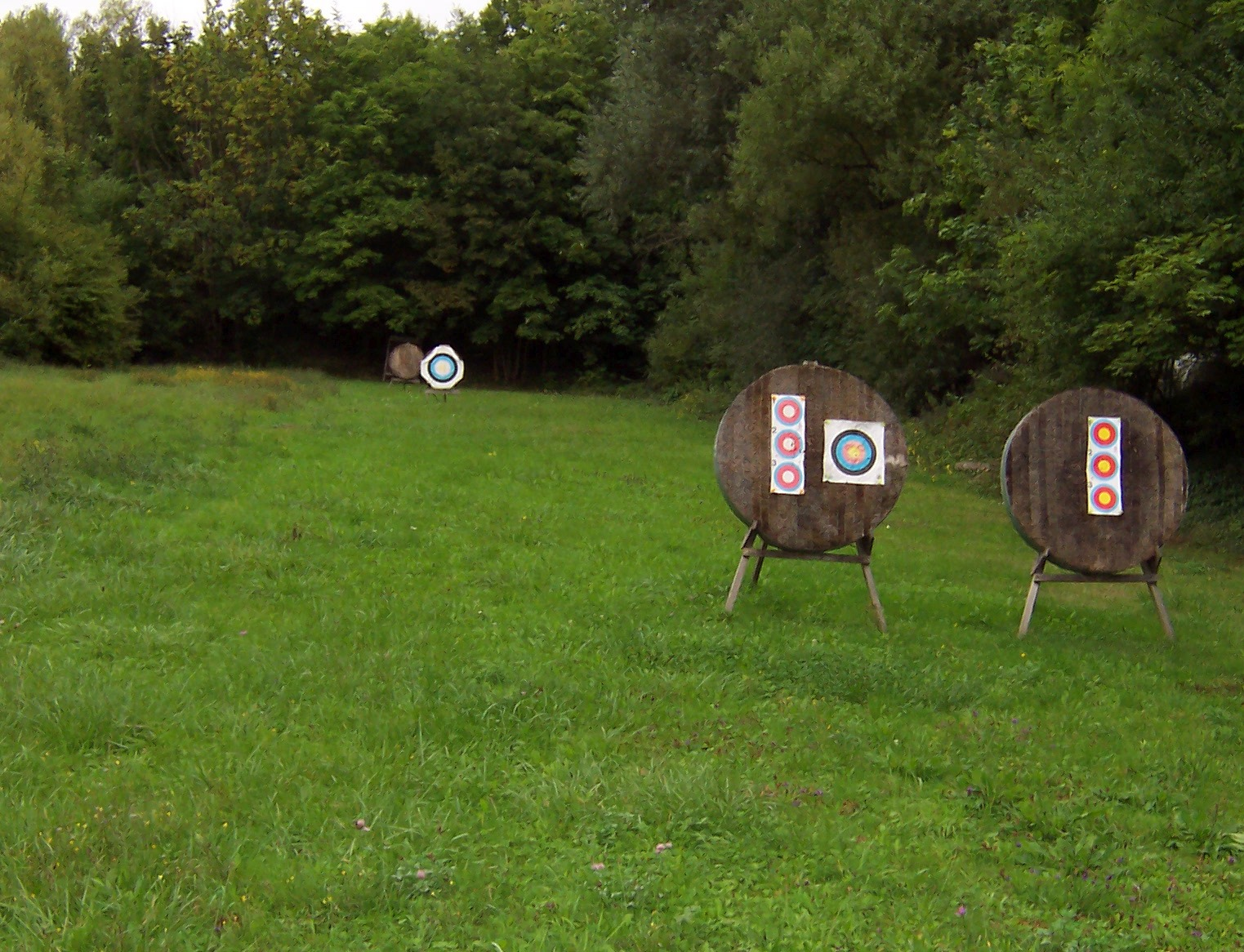
Bogenwiese SG Wiesloch

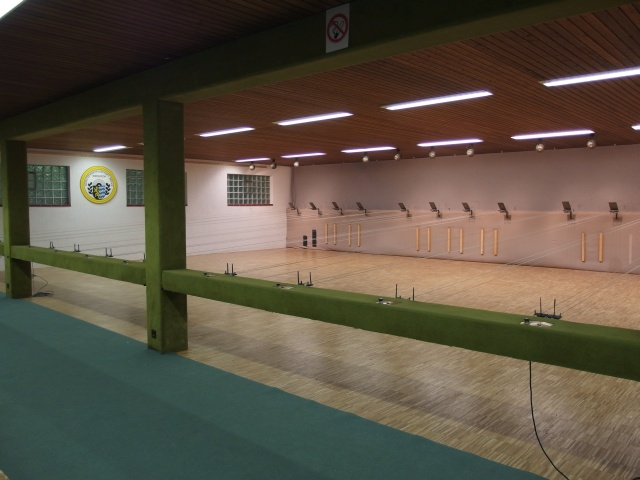
Druckluftstand SG Wiesloch

Organigramm der Schützengesellschaft Wiesloch

Der Verein verfügt über mehrere Schießanlagen, die das Schießen in fast allen Disziplinen des Deutschen Schützenbundes, BSV, Bund Deutscher Sportschützen, CDS, und der Deutschen Schießsport Union ermöglicht. Alle Stände sind behindertengerecht und rollstuhlzugänglich.
Gelände
- Field Target Gelände
- Bogenwiese ca. 0,224 ha[1]

Kurzwaffen
- 25 m Duell-Anlage, vier Bahnen (automatische Steuerung)
- 25 m Präzision-Anlage, zehn Bahnen
- Fallplattenanlage

Druckluftwaffen
- 10 m Anlage für Luftgewehr und Luftpistole, 16 Bahnen
- 10 m Sommer-Biathlon-Anlage, vier Bahnen

Langwaffen
- 50 m Anlage, vier Bahnen
- 50 m Biathlon, zwei Bahnen
- 25 m Flinte, eine Bahn (Kamera-Scheibenbeobachtung Flintenstand[2])
- 100 m Anlage, vier Bahnen

## Struktur
Vorstandschaft
- Oberschützenmeister
- Schützenmeister Sport
- Schützenmeister Finanzen

Erweiterte Vorstandschaft
- Sportleiter
- Schriftführer

## Sportliche Erfolge
Aktuell ist die Schützengesellschaft in fast allen Disziplinen auf Kreis-, Landesmeisterschaften und Deutschen Meisterschaften vertreten. Field-Target-Schützen sind im Nationalteam Deutschland und nehmen an Welt- und Europameisterschaften teil.
- Deutscher Meister Luftgewehr, Sommer-Biathlon, 1998[3]
- Jugendrekord, Bogen-National, 1976[4]
- 1. Sieger, Ländervergleichswettkampf Bogen, 1980[5]
- Badische Meisterin Luftpistole und Sportpistole, mit Rekordergebnis, 1975[6]
- Deutscher Meister Field Target 2014, Klasse 2[7]
- Deutscher Meister Field Target 2014, Klasse 5[8]
- Mitglieder im Nationalmannschaft Deutschland 2013 Field Target[9]

## Veranstaltungen

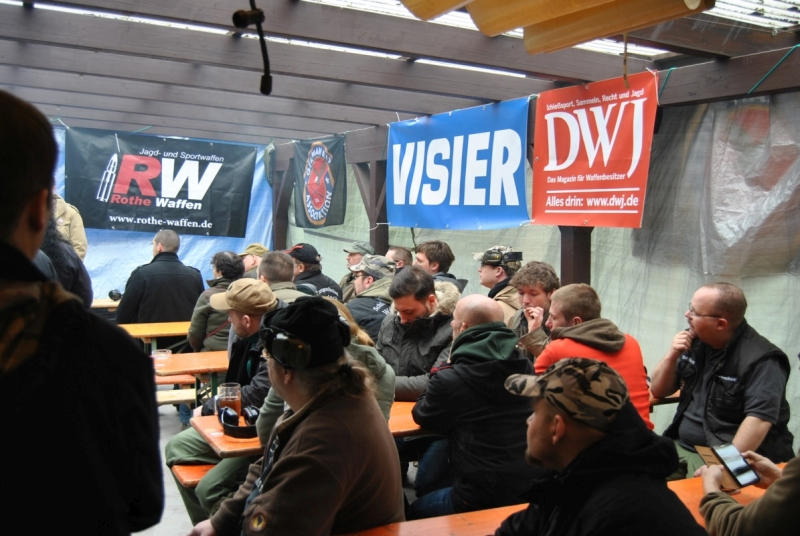
3. GRA Treffen in Wiesloch
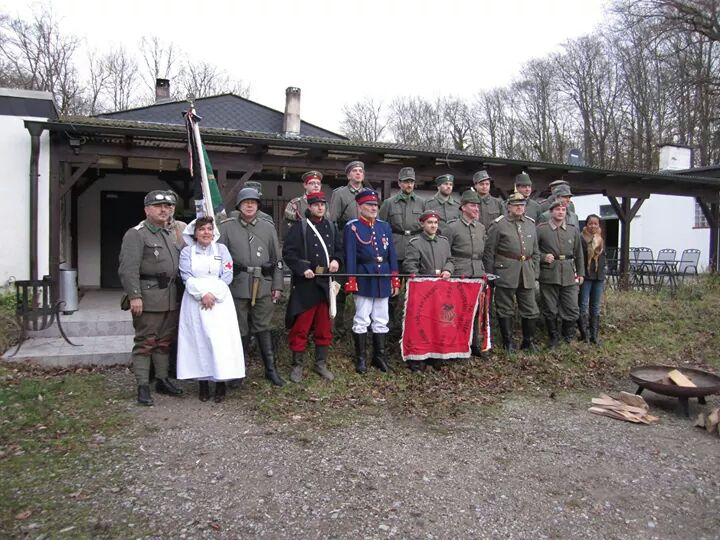
Jahrestreffen Alte DSM Wiesloch 2014
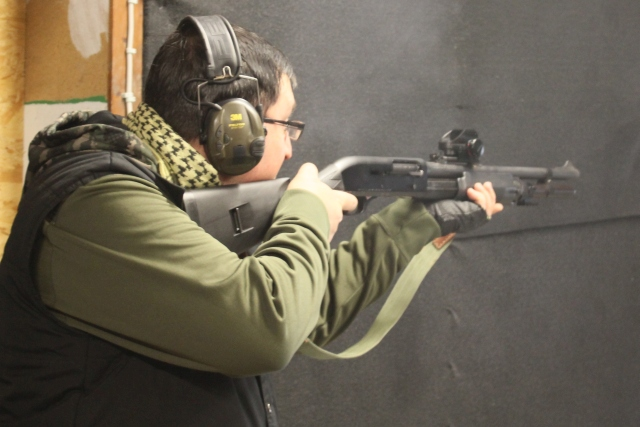
Selbstlader- und Flintenschießen in Wiesloch
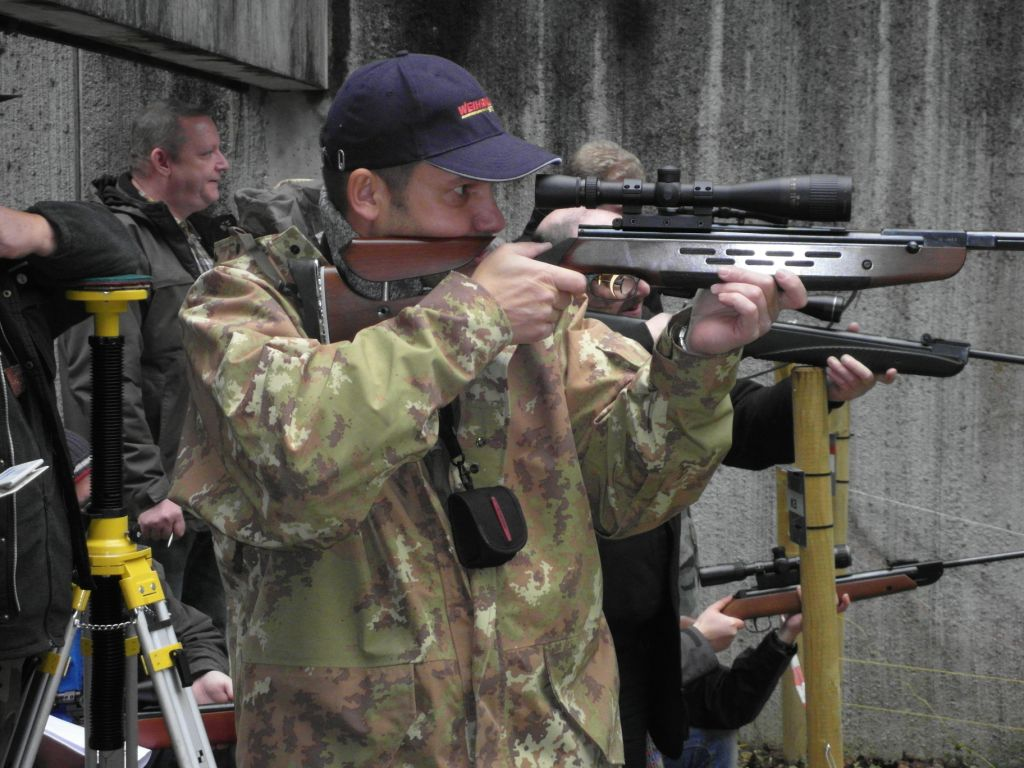
Gartenflinten-Schießen in Wiesloch

- GRA Treffen: jährlich, als Projektverein organisiert die SG Wiesloch jährlich das größte verbandsübergreifende Treffen von Waffenbesitzern in Deutschland.[10]
- Rundenwettkampf Ordonnanzgewehr: jährlich ca. 100 Teilnehmer. Geschossen wird mit historischen Gewehren, bis Herstellungsjahr 1963, die militärisch geführt worden sind und sich im Originalzustand befinden[11]
- Selbstlader- und Flinten-Schießen: jährlich, geschossen wird nur mit Selbstlader-Gewehren und Flinten[12]
- Gartenflinten-Schießen: jährlich, geschossen wird nur mit Druckluft-Kipplaufgewehren[13]
- Königsfeier: jährlich, mit Königsschießen und traditioneller Proklamation[14]
- Jahrestreffen Alte DSM 1864–1918: jährlich, ein Treffen einer Darstellungsgruppe, die die Geschichte der Truppen der südwestdeutschen Bundesstaaten seit den Einigungskriegen pflegt.[15]